# 금천고등학교 (서울)
금천고등학교(衿川高等學校)는 대한민국 서울특별시 금천구 시흥동에 있는 공립 고등학교로, 1984년에 서울시흥고등학교로 첫 개교되었다.

## 학교 연혁
- 1983년 12월 8일 : 시흥고등학교 설립 인가
- 1984년 1월 13일 : 초대 조예성 교장 취임
- 1984년 3월 5일 : 1학년 12학급(723명) 입학
- 1987년 2월 13일 : 제1회 졸업(694명)
- 1997년 1월 15일 : 금천고등학교로 교명 변경
- 1999년 11월 11일 : 열린 교육 연구시범학교 발표
- 2011년 3월 1일 : 자율형공립고등학교 운영
- 2016년 3월 1일 : 자율형공립고등학교 재지정
- 2021년 3월 1일 : 제14대 최철순 교장 취임
- 2023년 1월 4일 : 제37회 졸업(226명) 누적(18,141명)
- 2023년 3월 2일 : 1학년 9학급(248명) 입학

## 참고 자료
- 금천고등학교 - 한국교육학술정보원 학교알리미